# Смит, Иоганн Якоб
Иоганн Якоб Смит (нидерл. Johannes Jacobus Smith, 1867 — 1947) — голландский ботаник.

## Биография
Иоганн Якоб Смит родился в городе Антверпен 29 июня 1867 года.
В период с 1905 по 1924 год он занимался изучением флоры островов Голландской Ост-Индии. Иоганн Якоб Смит внёс значительный вклад в ботанику, описав множество видов семенных растений.
Иоганн Якоб Смит умер в общине Угстгест 14 января 1947 года.

## Научная деятельность
Иоганн Якоб Смит специализировался на семенных растениях.

## Избранные публикации
- Smith, Joannes Jacobus. Orchidaceae van Ambon. — Batavia, 1905. (in Dutch).
- Smith, Joannes Jacobus. Aanteekeningen over orchideeën. — [S.l.], 1920. — 5 dl. (in Dutch).
- Smith, Joannes Jacobus. The Orchidaceae of Dr. W. Kaudern’s expedition to Selebes. — [S.l.], 1926.
- Smith, Joannes Jacobus. Enumeration of the Orchidaceae of Sumatra and neighbouring islands. — Dahlem bei Berlin, 1933.
- Smith, J.J. Beiträge zur Kenntnis der Saprophyten Javas. XII—XIV: Burmannia tuberosa Becc. Leiden. 102—138 pp.  16 lithogr. plts.
- Koorders, S.H. & J.J.Smith. Ericacea — Gentianaceae — Corsiaceae — Polugalaceae. Leiden, 1912. 14 pp.  46 lithogr. plts.
- Koorders, Sijfert Hendrik, Theodoric Valeton & Johannes Jacobus Smith: Bijdrage no. 1 [-13] tot de kennis der boomsoorten op Java. Additamenta ad cognitionem Florae javanicae … Batavia & ‘s Gravenhage, G. Kolff, 1894—1914, 13 volumes (J.J.Smith is the sole author of volume 12 and of volume 13 in collaboration with Theodoric Valeton).
- J.J. Smith et al. — 's Lands Plantentuin Buitenzorg. Gedenkschrift ter gelegenheid van het honderdjarig bestaan op 18 mei 1917. Eerste gedeelte. (Buitenzorg, 1917) (in Dutch).
- J.J. Smith — Geïllustreerde gids voor 's Lands Plantentuin Buitenzorg pp 60 pb Buitenzorg, zj ± 1925 (in Dutch).